# Крауч-Энд (рассказ)

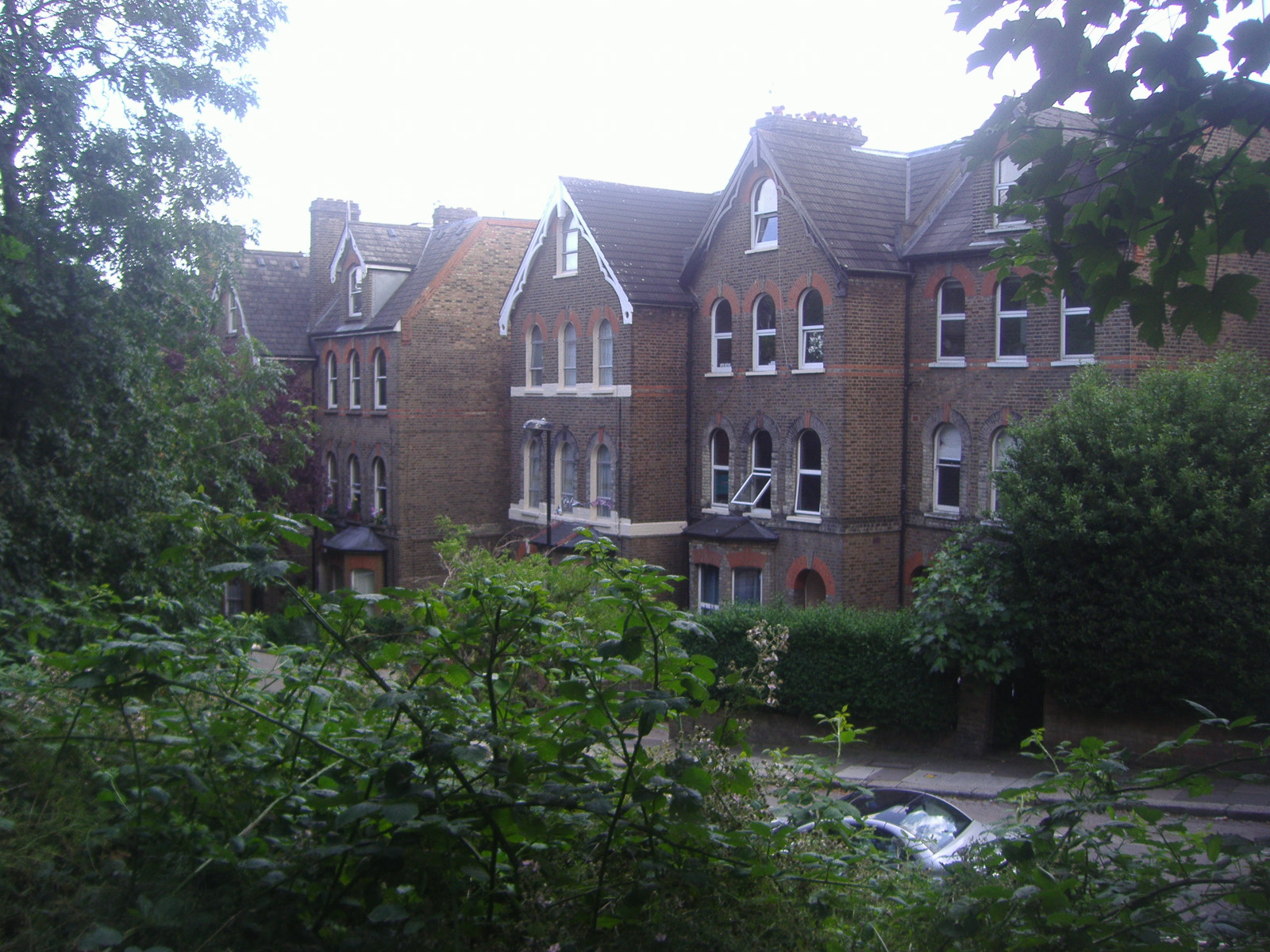
«Они проезжали мимо надписи „Крауч-хилл-роуд“. К ним приблизились старые кирпичные дома, похожие на сонных вдовствующих членов королевской фамилии; казалось, что они смотрят на такси пустыми глазницами своих окон»

«Крауч-Энд» (англ. «Crouch End») — рассказ американского писателя Стивена Кинга в жанре хоррор. Был опубликован в 1980 году в тематическом сборнике разных авторов «Новые сказания мифов Ктулху» («New tales of the Cthulhu mythos»). В 1993 году в слегка изменённом варианте вошёл в авторский сборник рассказов «Ночные кошмары и фантастические видения».

## Сюжет
Полицейские Тед Веттер и Роберт Фарнэм работают в ночную смену на небольшом участке в лондонском пригороде Крауч-Энд. Они обсуждают дело Дорис Фриман, молодой американки, которая пришла сообщить об исчезновении своего мужа, адвоката Лонни Фримена. Почти в истерике Дорис прибыла в участок, рассказывая о монстрах и сверхъестественных явлениях.

<…> Лавкрафт всегда писал о  других измерениях, — сказал  Веттер, доставая коробку спичек. — О других измерениях, которые находятся далеко от наших. В них полно бессмертных чудовищ, которые одним взглядом могут свести человека с ума. Жуткий  вздор,  правда?  <…> Тогда, когда вокруг тишина, и стоит поздняя ночь, как сейчас, я  говорю  себе, что весь наш мир, всё о чём мы думаем, приятное, обыкновенное и разумное — всё это похоже на большой кожаный мяч, наполненный воздухом. Только в некоторых местах кожа эта протёрлась почти насквозь. В местах, где… где границы очень тонкие.

Дорис рассказывает, как они с мужем заблудились в поисках дома его коллеги в Крауч-Энде. При поиске адреса коллеги в телефонной книге такси, которое они наняли, таинственным образом исчезает, и весь район становится странно пустынным и чужим, за исключением кота со шрамом на лице и двух детей, у одного из которых деформированная рука. Столкнувшись с чем-то невидимым за изгородью, Лонни теряет рассудок и в конце концов исчезает, пока пара идет по туннелю. В одиночестве Дорис напугана до безумия, поскольку окружение становится все более причудливым; даже на ночном небе вместо земных звёзд появилось неизвестное инопланетное небо. В конце концов, Дорис снова встречает двух изуродованных детей, которые вызывают огромное, отвратительное, потустороннее существо из-под земли Крауч-Энда (подразумевается, что это богиня Лавкрафта Шуб-Ниггурат). Монстр, похоже, поглотил Лонни вместе с бесчисленным множеством других, чьи души теперь заперты в его теле, и чьи лица изредка мелькают в его теле. После этого Дорис больше ничего не помнит, пока не очнулась, свернувшись калачиком у входа в реальном мире. Новичок Фарнхем отвергает эту историю как заблуждение, вызванное психическим заболеванием, но Веттер, который десятилетиями охранял Крауч-Энд, не так уверен, помня ряд подобных случаев пропавших без вести в прошлые годы. Он рассуждает о других планах существования и о том, что Крауч-Энд, возможно, является местом, где разрыв между нашим миром и чуждым, демоническим миром как-то меньше.
Веттер выходит на прогулку. Некоторое время обдумывая эту историю, Фарнхэм задается вопросом, что с ним стало. Оставив участок пустым, он идет по улице в поисках Веттера и замечает, что в этом районе что-то странно изменилось, особенно то, что уличные фонари в конце улицы погасли. Фарнхем поворачивает за угол в конце улицы и уходит из зоны видимости участка — и больше его никто не видит. Через несколько минут Веттер возвращается с прогулки и не может найти ни малейшего намека на местонахождение Фарнхема. Официальное расследование исчезновения не имеет каких-либо улик, вскоре после этого Веттер достигает пенсионного возраста; он умирает от сердечного приступа в своем доме шесть месяцев спустя. Дорис возвращается в Америку со своими детьми, где она пытается покончить жизнь самоубийством и проводит время в психиатрической больнице, но в конце концов учится жить с памятью о Крауч-Энде и ее освобождают. История заканчивается заявлением о том, что в Крауч-Энде все еще происходят странные происшествия, и что очень редко люди «…известно, что теряют свой путь. Некоторые из них теряют его навсегда».

## История создания
Рассказ основан на «Мифах Ктулху» и подсказан событием из собственной жизни Стивена Кинга. В середине 1970-х они с женой Табитой приехали в Лондон и решили навестить Питера Страуба, проживавшего в тот момент в лондонском районе Крауч-Энд. Следуя его указаниям, полученным по телефону, они где-то сделали неверный поворот и заблудились. Места, в которых они оказались, поразили Кинга какой-то тревожной, по его словам, архитектурой и навели на мысль о некоем другом, альтернативном и полном ужасов Лондоне, который всего лишь за одним неверным поворотом от нас.

## Экранизация
В 2006 году на канале TNT вышла серия экранизаций рассказов Кинга из сборника «Ночные кошмары и фантастические видения», включая и киноновеллу «Крауч-Энд». Роль Дорис Фриман исполнила Клэр Форлани, её мужа Леонарда — Эйон Бэйли.